# Codex Guelferbytanus B
Codex Guelferbytanus B designado Q ou 026 (Gregory-Aland), ε 33 (von Soden), é um manuscrito uncial grego dos quatro evangelhos, datado pela paleografia para o século 5.

## Descoberta
Contem 23 fólios dos Evangelhos (26.5 x 21.5 cm). Escrito em duas colunas por página, em 28 linhas por página.
Ele contém as seções amonianas, mas os Cânones Eusebianos estão ausentes.
É um palimpsesto (como Codex Guelferbytanus A e Codex Carolinus).

## Conteúdos
Evangelho de Lucas 4,34–5,4; 6,10–26; 12,6–43; 15,14–31; 17,34–18,15; 18,34–19,11; 19,47–20,17; 20,34–21,8; 22,27–46; 23,30–49;
Evangelho de João 12,3–20; 14,3–22.

## Texto
O texto grego desse codex é um representante do Texto-tipo Bizantino. Aland colocou-o entre a Categoria V.
John 12:5 πτωχοις ] τοις πτωχοις
John 12:6 ειπεν δε τουτο ουχ οτι ] omis
John 12:6 εβασταζεν ] εβαωζεν
John 12:7 τηρηση ] τηρησεν
John 12:9 εγνω ουν ο οχλος πολυς ] εγνω ουν οχλος πολυς
John 12:12 ο ] omis
John 12:13 — ] λεγοντες
John 12:16 αυτου οι μαθηται ] οι μαθηται αυτου
John 12:19 ειπαν ] ειπον
John 12:19 ο κοσμος ] ο κοσμος ολος

## História
O manuscrito foi descoberto antes do 18o século por Franz Anton Knittel na Biblioteca Ducal de Wolfenbüttel.
Actualmente acha-se no Herzog August Bibliothek (Weissenburg 64) em Wolfenbüttel.

## Literatura
- Constantin von Tischendorf, Monumenta Sacra III (Leipzig, 1860), pp. 262–290.
- U. B. Schmid, D. C. Parker, W. J. Elliott, The Gospel according to St. John: The majuscules (Brill 2007), pp. 45–51.